# Diglutamato de magnesio
El diglutamato de magnesio es una sal ácida del ácido glutámico y del magnesio. Se emplea en la industria alimentaria como un potenciador del sabor cuyo código es E 625. Se presenta en forma de cristales o de polvo inodoro, generalmente bien sea de color blanco o grisáceo. 